# Notices of the American Mathematical Society
Notices of the American Mathematical Societyとはアメリカ数学会が発行している、統合されている6/7月号を除いた会員制の月刊誌である。創刊号は1953年に発行された。1995年1月号からの各号は雑誌の公式サイトに全て掲載されている。2010年より主筆をスティーブン・G・クランツが務めている。表紙は通常数学ビジュアライゼーションが載せられている。